# Constantin Stan
Constantin Stan (n. 28 iulie 1951, București, d. 9 august 2011, București) a fost un prozator si publicist român. Membru al Uniunii Scriitorilor din România.

## Biografie
Constantin Stan s-a născut la 28 iulie 1951, în București. Absolvent al Facultății de Filologie a Universității București, secția Limba și literatura română - Limba și literatura franceză. A frecventat Cenaclul de proză "Junimea", condus de Ovid S. Crohmălniceanu.
Constantin Stan a colaborat la România literară, Cronica, Tribuna, Amfiteatru iar în ultimii ani din viață a susținut rubrici permanente la revista Luceafărul de dimineață făcînd parte și din asociația omonimă, afliliată revistei.

## Debut
- În revisa Luceafărul, proză, 1972.

## Volume publicate
- Carapacea, Ed. Cartea Românească, 1979;
- Nopți de trecere, Ed. Cartea Românească, 1984;
- Vară târzie, Ed. Militară, 1986;
- Iubire fără natură moartă, povestiri în limba rusă, Biblioteca Română, 1990:
- Provizoriu, Sud, proză scurtă, Ed. paralela 45, 2000;
- Vița ca literatură, Ed. Fundația Pro, 2001;
- Gde Buharest, roman, Cartea Românească, 2010 [2]
- Confesiuni fără glorie, eseuri, Tracus Arte, 2011

## Premii
- Premiul revistei Luceafărul, 1984;
- Premiul Suplimentului literar-artistic al Scânteii Tineretului, 1985.